# 楊振聲 (政治人物)
楊振聲（英語：Jimmy Yang Kyein Sein，1920年—1985年），緬甸果敢土司楊文炳的三子，二哥為果敢末代土司楊振材。

## 生平
二戰時期，楊振聲曾隨其父楊文炳至中國戰時首都重慶，在國府的幫助下，並如願於重慶繼續大學學業。曾任緬甸聯邦下議院的議員，並在緬甸外交部任職。1963年返回果敢建立革命軍與緬甸奈溫政府對抗，後來流亡法國，把軍權轉交給堂弟楊振紀。1980年在緬甸政府大赦返回緬甸。1985年卒於仰光。